# 阿斯诺盖斯
阿斯诺盖斯，是西班牙加利西亚自治区卢戈省的一个市镇。 总面积110平方公里，总人口1552人（2001年），人口密度14人/平方公里。